# Sans titre (nouvelle)
Pour les articles homonymes, voir Sans titre.
Sans titre est une nouvelle de cinq pages d'Anton Tchekhov, parue en 1888.

## Historique
Sans titre est initialement publié dans la revue russe Temps nouveaux, numéro 4253, en 1888.

## Résumé
Nous sommes au Ve siècle dans un monastère isolé depuis des décennies. Une nuit, un homme demande l'asile. Il s'est perdu. Avant de repartir à la ville, il incite les moines d'aller y prêcher la bonne parole et d'être enfin utile, car là-bas, tous vivent dans la débauche.
Le supérieur du monastère pense qu'il est de son devoir d'aller porter la parole de Dieu dans cette ville. Il part, et revient trois mois plus tard, désespéré. Il décrit à ses moines les lieux de plaisirs, l’alcool, la beauté des femmes. Le lendemain, à son réveil, il est seul. Tous les moines sont partis en ville.

## Édition française
- Sans titre, traduit par Édouard Parayre, éditions Gallimard, Bibliothèque de la Pléiade, 1970  (ISBN 2 07 010550 4).